# Adrana
Adrana is een geslacht van tweekleppigen uit de  familie van de Yoldiidae.

## Soorten
- Adrana crenifera (G. B. Sowerby I, 1833)
- Adrana electa (A. Adams, 1856)
- Adrana exoptata (Pilsbry & Lowe, 1932)
- Adrana gloriosa (A. Adams, 1856)
- Adrana ludmillae (Petuch, 1987)
- Adrana metcalfii (Hanley, 1860)
- Adrana patagonica (d'Orbigny, 1845)
- Adrana penascoensis (Lowe, 1935)
- Adrana scaphoides Rehder, 1939
- Adrana sowerbyana (d'Orbigny, 1845)
- Adrana tellinoides (G. B. Sowerby I, 1823)